# Enno Dugend
Enno Ernst Dugend (* 20. Juli 1915 in Oldenburg; † 1980 in Köln) war ein deutscher Komponist.

## Leben und Wirken
Enno Dugend wurde als zweiter Sohn des damaligen Präsidenten des Oberverwaltungsgerichtes Oldenburg Eugen Dugend und dessen Ehefrau Erna Margaretha Dugend-Jaspers geboren. Sein Onkel war der Psychiater und Philosoph Karl Jaspers.
Seit 1933 studierte er an der Universität Heidelberg und von 1938 bis 1940 am Konservatorium in Berlin. Von 1945 bis 1947 war er als Kapellmeister im Oldenburger Theater tätig. Danach wirkte er unter anderem für den Bayerischen Rundfunk.
Enno Dugend komponierte die Musik zahlreicher deutscher Fernsehfilme und Fernsehserien. So komponierte er unter anderem die Musik für Jürgen Goslars Der Kreidekreis von 1960, Peter Podehls Mehrteiler Jan vom goldenen Stern von 1980 und Werner Schlechtes François Villon von 1981. Er war zudem einer der meistengagierten Hörspielkomponisten im deutschsprachigen Raum. Er komponierte unter anderem die Hörspielmusik für Gerd Beermanns Die Nase nach Nikolaj Gogol (1965), Otto Kurths Die Rebellion nach Joseph Roth (1965), Friedhelm Ortmanns Plötzlich letzten Sommer nach Tennessee Williams (1969) und Heinz Dieter Köhlers Die Wupper nach Elsa Lasker-Schüler (1978).
Einem größeren Publikum wurden seine Arbeiten durch sein Mitwirken an Heinz Dieter Köhlers Hörspielumsetzung von J. R. R. Tolkiens Der Hobbit von 1980 bekannt.
Seit 1944 war Dugend mit der Opernsängerin Herta Maria Münch (1913–1986) verheiratet. Enno Dugend starb im Alter von 65 Jahren in Köln, wo er sich zur Arbeit am Hobbit-Hörspiel aufgehalten hatte.
Enno Dugends Nachlass, darunter Noten, persönliche Papiere, Briefe, Dreh- und Rollenbücher, befindet sich in der Landesbibliothek Oldenburg. Enno und Herta Dugend besaßen zudem eine Antikensammlung, welche sich seit 1987 im Besitz des Landesmuseums Oldenburg befindet.

## Autor
- Beat und Homer. Skizzen zur Musik im Hörspiel, in: Hörspiele im Westdeutschen Rundfunk, Zeitschrift des WDR, 1967.

## Arbeiten als Komponist (Auswahl)
- 1964: Vibia Perpetua – TV-Kurzfilm (Regie: Rudolf Raepple)
- 1964: Actis – Fernsehfilm (Regie: Imo Moszkowicz)
- 1964: Aus der Geschichte der Menschheit – TV-Kurzfilm (Regie: Hans-Joachim Hossfeld)
- 1965: Die Trommler – TV-Kurzfilm (Regie: Janos Mészáros)
- 1965: Das Fahrrad – Fernsehfilm (Regie: Gustav Burmester)

## Arbeiten als Hörspielkomponist (Auswahl)
- 1964: Eine Weihnachtserinnerung nach Truman Capote (SDR; Regie: Gerd Beermann)
- 1965: Wir sind noch einmal davongekommen nach Thornton Wilder (SDR; Regie: Friedhelm Ortmann)
- 1970: Passion nach Richard Blank (WDR; Regie: Heinz Wilhelm Schwarz)
- 1970: Das Schreien der Katze im Sack nach Dieter Wellershoff (WDR/HR/SDR; Regie: Friedhelm Ortmann)
- 1974: Der achte Zyklus des Herrn 7 K nach Pierre Villon (WDR; Regie: Hans Gerd Krogmann)
- 1975: Mach dein altes Testament, Vater nach Günter Steffens (WDR; Regie: Friedhelm Ortmann)
- 1976: Computer argumentieren nicht nach Gordon R. Dickson (WDR; Regie: Friedhelm Ortmann)
- 1980: Der Menschenfeind nach Molière (WDR; Regie: Ludwig Cremer)